# روبي بلاك
روبي بلاك (بالإنجليزية: Robbie Blake)‏ (مواليد 4 مارس 1976 في ميدلزبره - إنجلترا) لاعب كرة قدم إنجليزي يلعب حاليا لصالح نادي الدرجة الممتازة بيرنلي الإنجليزي منذ 2007 في مركز الوسط المحوري كما يجيد اللعب في مركز المهاجم.

## روابط خارجية
- روبي بلاك على موقع قاعدة بيانات كرة القدم.إي يو (الإنجليزية)
- روبي بلاك على موقع Soccerbase.com (لاعب) (الإنجليزية)
- روبي بلاك على موقع عالم كرة القدم.نت (الإنجليزية)
- روبي بلاك على موقع كووورة